# Nieuw Annerveen
Nieuw Annerveen is een klein dorp in de gemeente Aa en Hunze in de provincie Drenthe (Nederland). Het ligt aan de oostkant van de gemeente, tussen Eexterveen en Spijkerboor. Het dorp telde op 1 januari 2023 110 inwoners.
Nieuw-Annerveen ligt even ten oosten van de Hunze aan de Annerveensche Mond. De eerste turfwinning in dit gebied ontstond langs de Hunze. Via de Hunze werd de turf afgevoerd naar de stad Groningen.
In 2015 werd na 225 jaar basisschool De Triangel gesloten.

## Zie ook

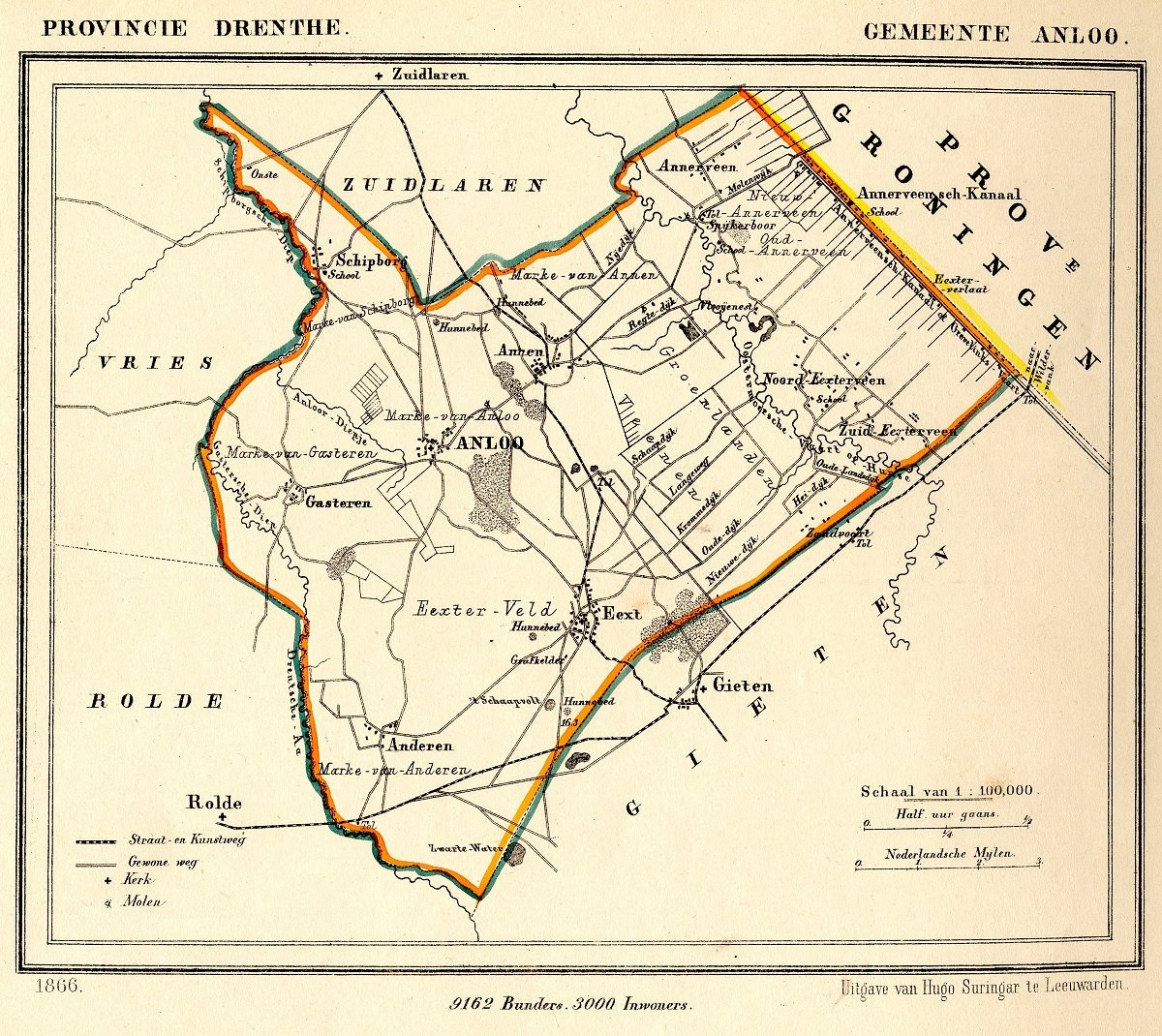
Annerveen, Nieuw-Annerveen en Oud-Annerveen op een kaart van de voormalige gemeente Anloo uit 1866.